# Cratere Poinsot
Poinsot è un cratere lunare di 65,11 km situato nella parte nord-orientale della faccia nascosta della Luna.